# Diocesi di Yuanling
La diocesi di Yuanling (in latino: Dioecesis Iuen-limensis) è una sede della Chiesa cattolica in Cina suffraganea dell'arcidiocesi di Changsha. La sede è vacante.

## Territorio
La diocesi comprende la parte nord-occidentale della provincia cinese dello Hunan.
Sede vescovile è la città di Yuanling, oggi sede della contea omonima nella città-prefettura di Huaihua.

## Storia
La prefettura apostolica di Shenchow fu eretta il 13 marzo 1925 con il breve Quae rei sacrae di papa Pio XI, ricavandone il territorio dal vicariato apostolico di Changde (oggi diocesi).
Il 28 maggio 1934 la prefettura apostolica fu elevata a vicariato apostolico con la bolla Ad potiorem vicariatus dello stesso papa Pio XI.
Il 10 dicembre dello stesso anno assunse il nome di vicariato apostolico di Yuanling.
L'11 aprile 1946 il vicariato apostolico è stato elevato a diocesi con la bolla Quotidie Nos di papa Pio XII.
Per questa sede non sono più noti vescovi dopo l'avvento al potere del Partito Comunista Cinese. In seguito al ristabilimento dei culti agli inizi degli anni ottanta e alla riformulazione delle circoscrizioni ecclesiastiche ad opera dell'Associazione patriottica cattolica cinese, l'antica diocesi, assieme a tutte quelle dello Hunan, sono state accorpate a formare la "diocesi di Hunan" con sede a Changsha.

## Cronotassi dei vescovi
Si omettono i periodi di sede vacante non superiori ai 2 anni o non storicamente accertati.
- Dominic Langenbacher, C.P. † (16 luglio 1925 - gennaio 1930 dimesso)
- Cutbert Martin O'Gara, C.P. † (12 febbraio 1930 - 13 maggio 1968 deceduto)
  - Sede vacante